# La Fausse Esclave
La Fausse Esclave est un opéra-comique en un acte écrite par Christoph Willibald Gluck. Le livret est écrit en langue française et basé sur celui de Louis Anseaume et de Pierre-Augustin Lefèvre de Marcouville pour La Fausse Aventurière, opéra-comique de Jean-Louis Laruette. La première représentation a eu lieu le 8 janvier 1758 au Burgtheater de Vienne.

## Rôles
- Agathe, soprano
- Lisette, soprano
- Valère, ténor
- Chrisante, barython

## Argument
L'histoire consiste à garantir le consentement du père au mariage de sa fille.